# 郜台乡
郜台乡，是中华人民共和国安徽省阜阳市阜南县下辖的一个乡镇级行政单位。

## 行政区划
郜台乡下辖以下地区：
童楼村、宁台村、桂庙村、木郢村、段台村、安台村、宋台村、曹台村、郜台村、毕台村和刘店村。